# سامی جیانکولا
سامی جیانکولا (انگلیسی: Sammi Giancola؛ زادهٔ مارس ۱۹۸۷ (۳۸ سال)) بازیگر و بازیکن فوتبال اهل ایالات متحده آمریکا است. وی از سال ۲۰۰۹ میلادی تاکنون مشغول فعالیت بوده‌است.